# Pomezní hřeben
Pomezní hřeben (německy Kolbenkamm, polsky Grzbiet Lasocki) je horský hřeben v České republice ležící ve východních Krkonoších.

## Poloha
Pomezní hřeben se nachází na severovýchodním okraji Krkonoš (podcelek Krkonošské rozsochy, okrsek Růžohorská hornatina, podokrsek Maloúpská rozsocha). Tyčí se na východní straně Pomezních Bud a Horní Malé Úpy. Je orientován v severojižním směru. Ze severu je ohraničen nevýrazným bezejmenným vrcholem s nadmořskou výškou přibližně 1100 metrů a z jihu sedlem nazývaným Cestník (1003 m n. m.), které jej odděluje od sousedního Dlouhého hřebenu. Jeho délka je něco přes čtyři kilometry. Ve vrcholových partiích Pomezního hřebenu se velká převýšení nevyskytují. Nejvyšším bodem je s nadmořskou výškou 1190 metrů Lysečinská hora. Boční svahy (tj. západní a východní) jsou poměrně strmé. Téměř po celé délce hřebenu je vedena státní hranice mezi Českou republikou a Polskem. Vždy před zakončením hřebenu se hranice odklání a to tak, že severní konec se nachází na území Polska a jižní na území České republiky. Česká část hřebenu leží na území Krkonošského národního parku.

## Vodstvo
Až na velmi krátkou část v jeho jižním zakončení tvoří Pomezní hřeben hranici hlavního evropského rozvodí Severního a Baltského moře. Východní, tj. polský svah je odvodňován levými přítoky Bóbru, ze západního, tj. českého odvádějí vodu levé přítoky Malé Úpy. Nevelké území na jihovýchodním okraji hřebenu odvodňuje Lysečinský potok, který je levým přítokem Úpy.

## Vegetace
Pomezní hřeben pokrývají převážně zvolna zarůstající paseky vzniklé vykácením původních smrkových monokultur.

## Komunikace
Vrcholovými partiemi Pomezního hřebenu nevedou žádné významnější cesty. Nacházejí se zde lesní cesty horšího charakteru nebo pěšiny. Kvalitnější cesty se nacházejí spíše na úbočích v nižších polohách. Po větší části hřebenu vede polská zelená turistická značka z Pomezních Bud do Královeckého sedla. Další síť polských značek se nachází na východním úbočí. Po českém západním úbočí je vedena běžkařská Krkonošská magistrála.

## Stavby
Ve vrcholových partiích Pomezního hřebenu se žádné stavby běžného charakteru nevyskytují. Asi v půlkilometrové vzdálenosti severně od vrcholu Lysečinské hory se nachází horní stanice lyžařského vleku, který je sem veden z české, tedy západní strany z Horní Malé Úpy. Na jednom ze stožárů vleku se nachází kamera snímající záběry pro pořad České televize Panorama. Je odsud výhled na východní stranu Sněžky.